# NGC 3160
NGC 3160 في الفهرس العام الجديد، هي مجرة، تقع في كوكبة الأسد الأصغر. اكتشفت في 27 مارس 1854 بواسطة ويليام بارسونز.

## روابط خارجية
- NGC 3160 على موقع ويكي سكاي: DSS2, SDSS, GALEX, IRAS, Hydrogen α, X-Ray, Astrophoto, Sky Map, Articles and images